# زنبورهای چوبی انگلی
زنبورهای چوبی انگلی (نام علمی: Orussidae) نام یک تیره از راسته پرده‌بالان است.